# Karlsdorf-Neuthard
Karlsdorf-Neuthard ist eine Gemeinde im Landkreis Karlsruhe in Baden-Württemberg (Deutschland).

## Geografie

### Lage
Karlsdorf-Neuthard liegt etwa 6 km westlich von Bruchsal und etwa 18 km nordöstlich von Karlsruhe.
Durch Karlsdorf fließt die Saalbach und der Saalbachkanal. Karlsdorf wird außerdem vom sogenannten Hardtgraben durchzogen. Durch Neuthard fließt die Pfinz, die sich vom Pfinztal bis in den Rhein erstreckt. Im Nordwesten der Gemarkung befindet sich der Sieben-Erlen-See, ein Naherholungsgebiet der Gemeinde, das vom Hardtwald umgeben ist.

### Gemeindegliederung
Die Gemeinde Karlsdorf-Neuthard entstand im Zuge der Gemeindereform durch den freiwilligen Zusammenschluss der ehemals selbständigen Orte Karlsdorf und Neuthard am 1. Januar 1975. Zur ehemaligen Gemeinde Karlsdorf gehören das Dorf Karlsdorf und die Siedlung Stadtwald-Siedlung. Zur ehemaligen Gemeinde Neuthard gehört das Dorf Neuthard.

#### Karlsdorf
Karlsdorf wurde 1813 gegründet, als Bürger aus Dettenheim, die immer wieder unter dem starken Hochwasser des Rheins litten, mit Genehmigung des Großherzogs Karl von Baden umgesiedelt wurden. Zum Dank erhielt der neue Ort den Namen des Großherzogs. Karlsdorf war damit der zweitjüngste Ort im ehemaligen Landkreis Bruchsal, dem es bis zur Kreisreform 1973 angehört hatte.

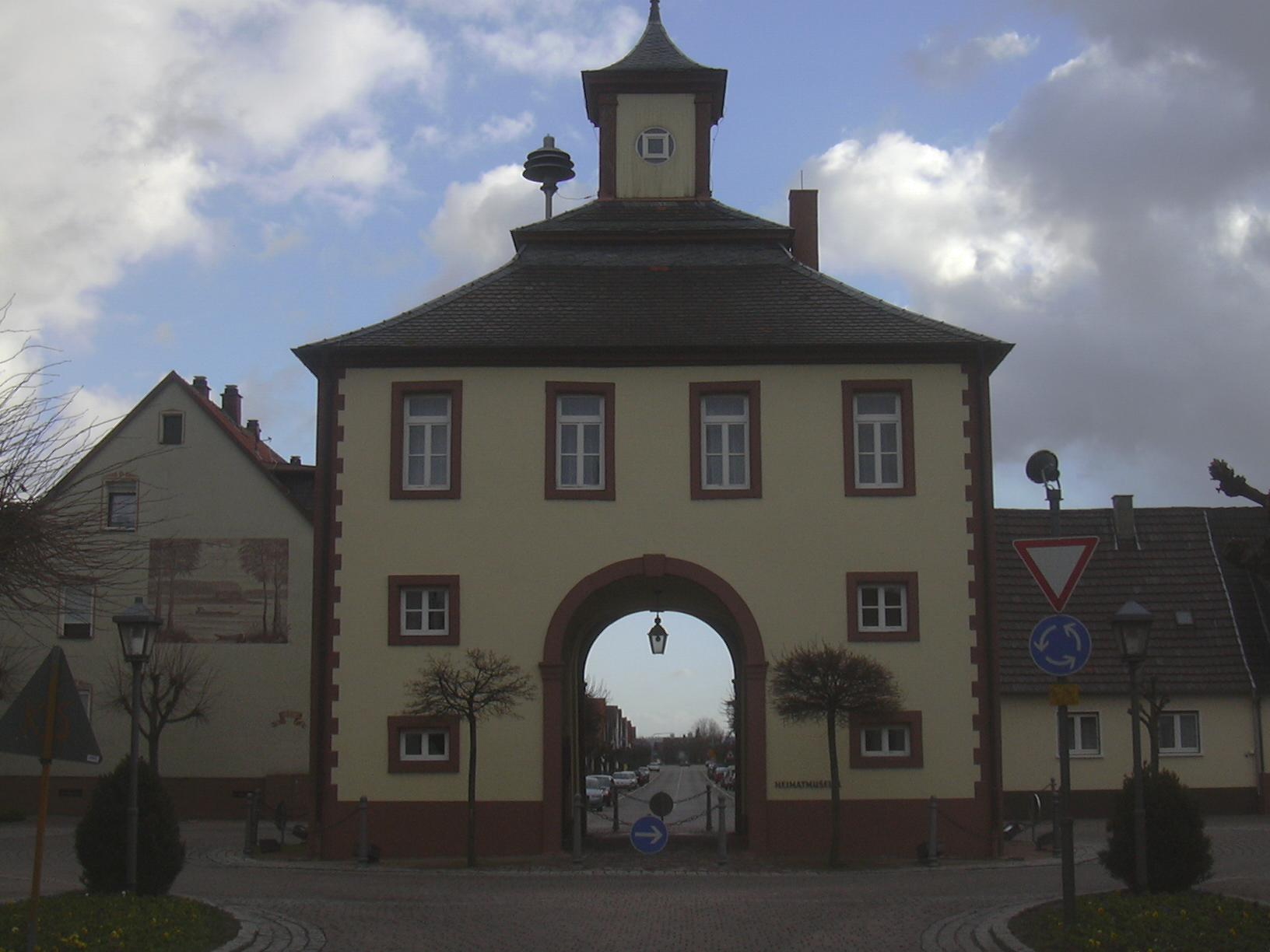
Altes Rathaus (heute Heimatmuseum)
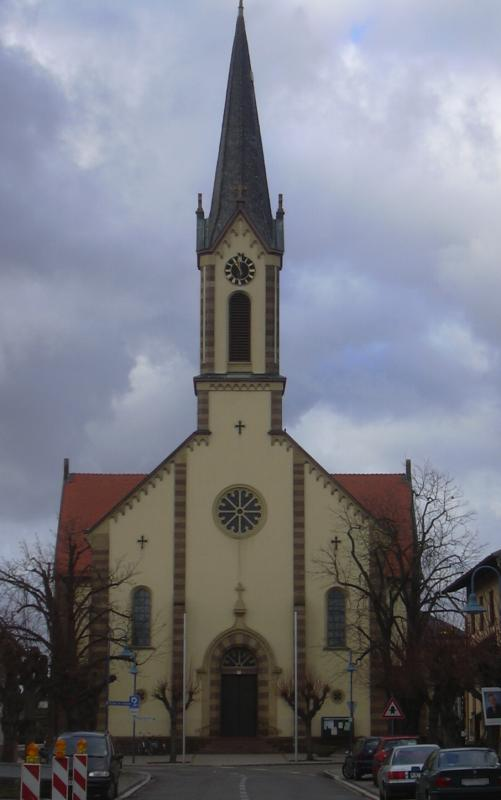
Katholische Pfarrkirche St. Jakobus
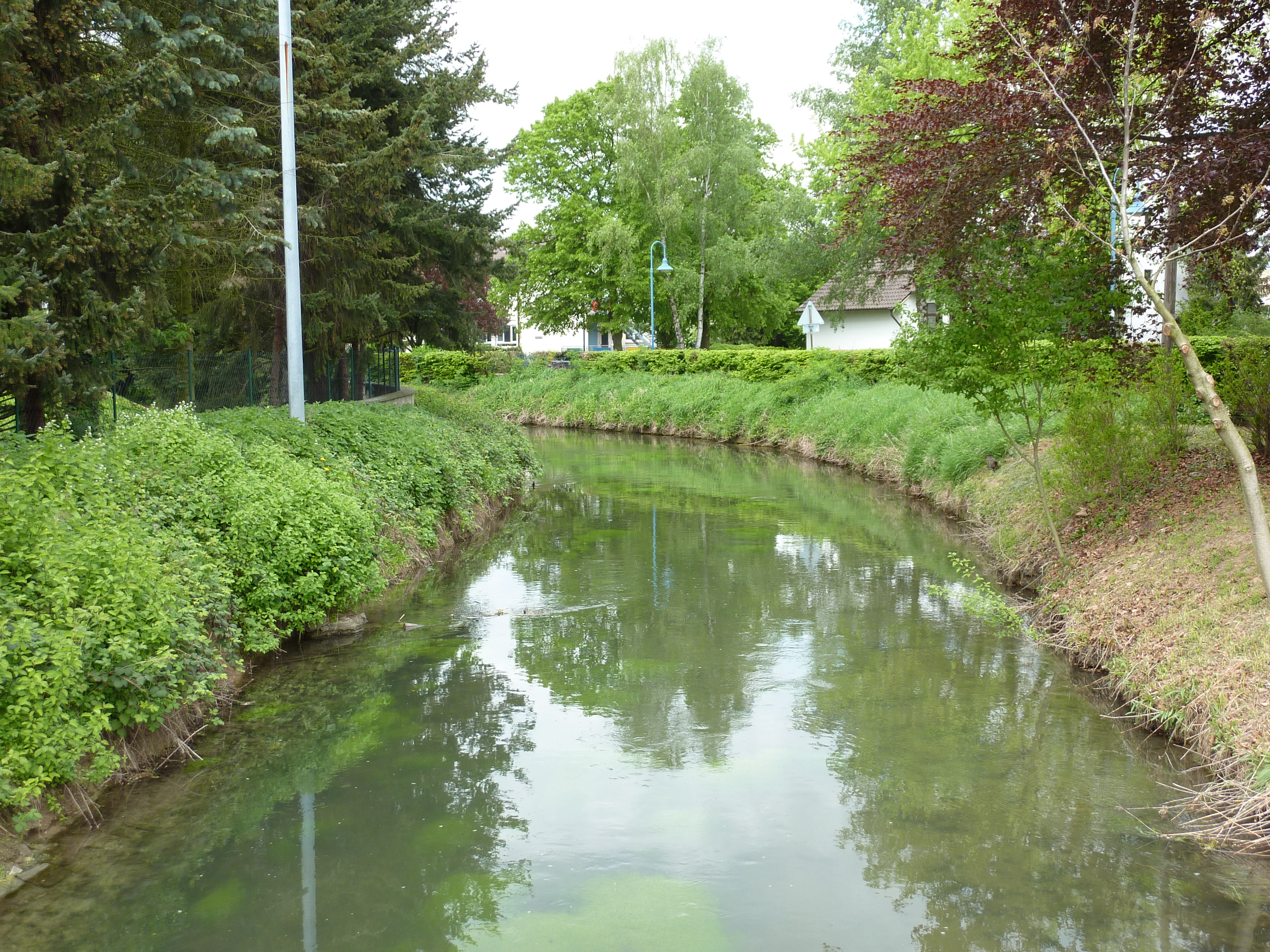
Saalbach beim Mühlenplatz

#### Neuthard
Neuthard wurde erstmals 1281 urkundlich erwähnt. Es gehörte viele Jahrhunderte zum Hochstift Speyer. Im Zuge der Mediatisierung aufgrund des Reichsdeputationshauptschlusses kam es 1803 zum Großherzogtum Baden. Dort gehörte der Ort zum Landkreis Bruchsal, mit dem er 1973 im Rahmen der Kreisreform im Landkreis Karlsruhe aufging.

Neu gestalteter Ortseingang von Neuthard
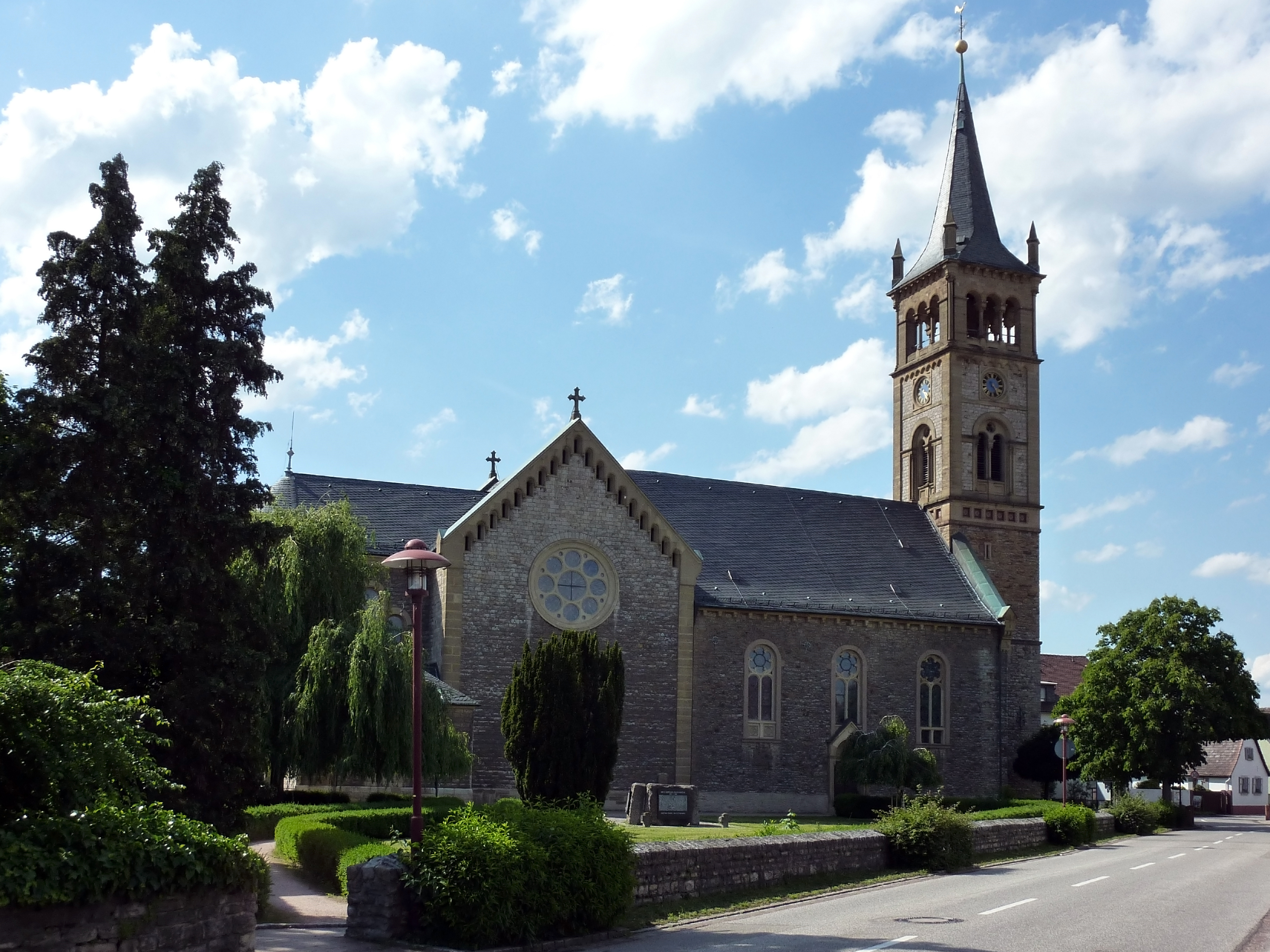
Katholische Kirche St. Sebastianus
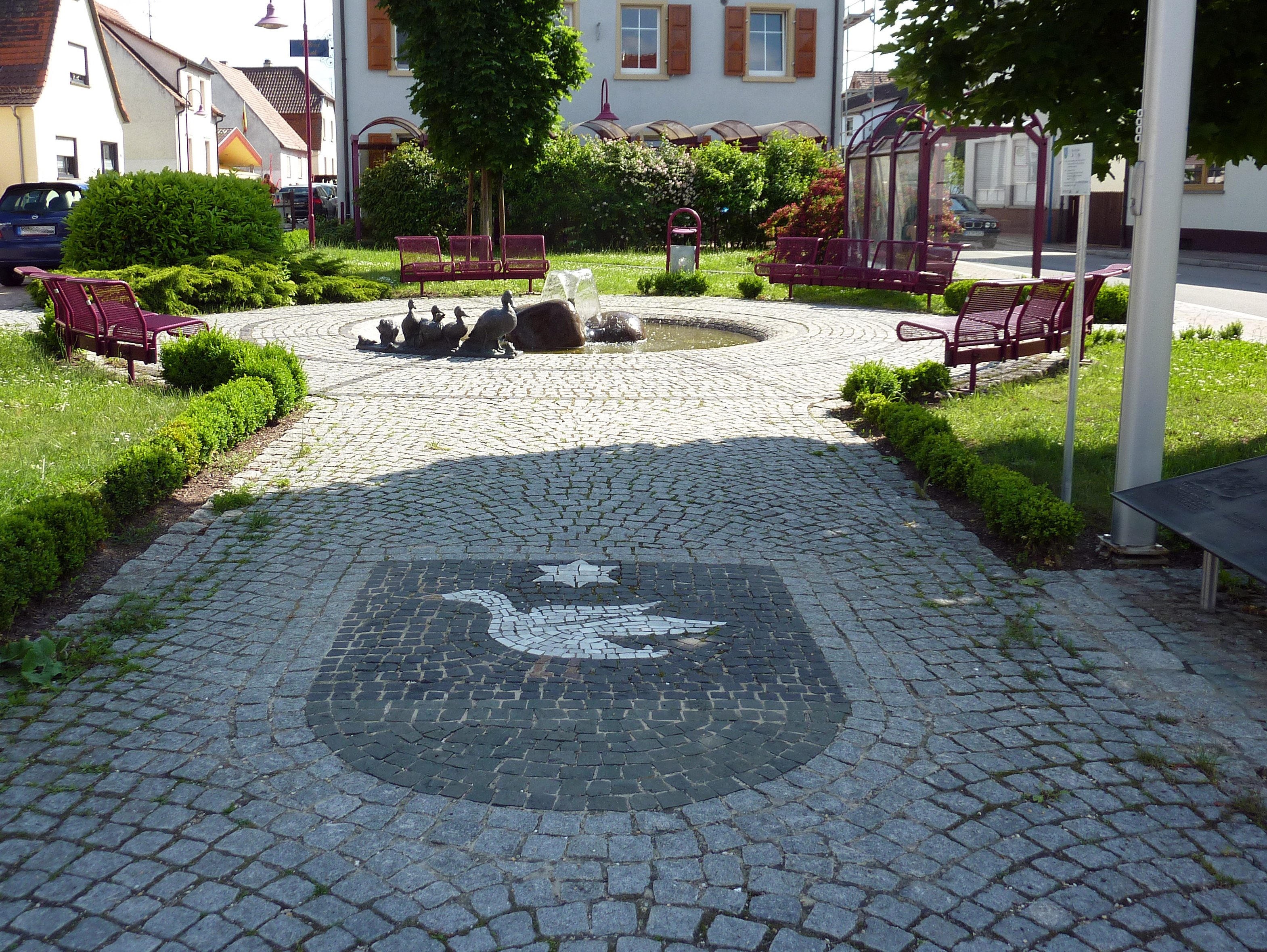
Bürgerplatz in Neuthard

## Religion
Da Dettenheim  und Neuthard von der Reformation weitestgehend unbeeinflusst blieben, ist auch heute noch die Mehrheit der Einwohner römisch-katholischer Konfession. Zusammen mit Büchenau bilden die zwei Orte die Seelsorgeeinheit Karlsdorf-Neuthard-Büchenau. Seit einigen Jahrzehnten gibt es allerdings auch eine evangelische Kirchengemeinde, die zusammen mit den evangelischen Christen in Forst die evangelische Kirchengemeinde Karlsdorf-Neuthard-Forst bildet.

## Politik

### Bürgermeister
- 1975–1983: Heinrich Huber (CDU)
- 1983–2007: Egon Klefenz (SPD)
- seit 2007: Sven Weigt (CDU)

### Gemeinderat
Der Gemeinderat hat 18 ehrenamtliche Mitglieder, die für fünf Jahre gewählt werden. Hinzu kommt der Bürgermeister als stimmberechtigter Gemeinderatsvorsitzender.
Die Kommunalwahl 2024 führte zu folgendem Ergebnis (in Klammern: Unterschied zu 2019):
| Gemeinderat 2024                      | Gemeinderat 2024 | Gemeinderat 2024 | Gemeinderat 2024 | Gemeinderat 2024 |
| Partei / Liste                        | Stimmenanteil    | Sitze            |                  |                  |
| ------------------------------------- | ---------------- | ---------------- | ---------------- | ---------------- |
| Freie Wähler                          | 39,3 % (+6,9)    | 7 (+1)           |                  |                  |
| CDU                                   | 32,2 % (−0,3)    | 6                |                  |                  |
| SPD                                   | 15,4 % (−1,9)    | 3                |                  |                  |
| Grüne Liste Karlsdorf-Neuthard (GLKN) | 13,1 % (−4,6)    | 2 (−1)           |                  |                  |
| Wahlbeteiligung: 64,6 % (+4,5)        |                  |                  |                  |                  |

### Wappen
Blasonierung: „Gespalten von Gold und Blau; rechts schräggekreuzt ein schwarzer Schiffshaken und ein schwarzes Ruder, aufgelegt ein schwarzer Kelch, links eine auffliegende goldbewehrte silberne Ente.“

### Gemeindepartnerschaften
Karlsdorf-Neuthard unterhält seit 1991 partnerschaftliche Beziehungen zu Nyergesújfalu in Ungarn. Im November 2010 wurde zudem eine Partnerschaftsurkunde mit der südbrasilianischen Stadt Guabiruba unterzeichnet.

## Wirtschaft und Infrastruktur

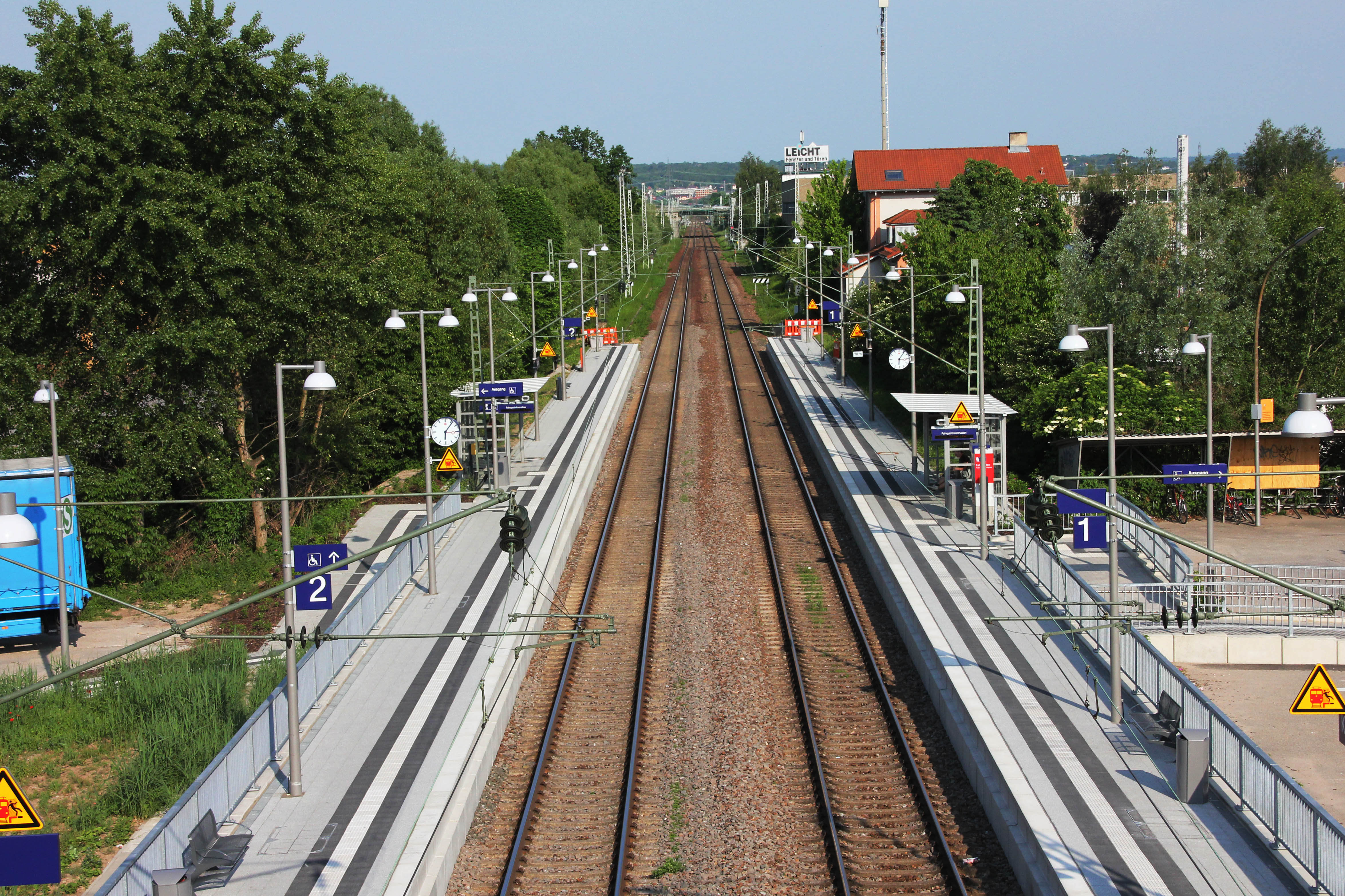
Haltepunkt Karlsdorf nach Modernisierung im Spätjahr 2011

### Verkehr
Karlsdorf-Neuthard wird von der Buslinie 125 des Karlsruher Verkehrsverbundes angefahren, die nach Karlsruhe und über Bruchsal nach Waghäusel fährt. Durch die Bruhrainbahn (Bruchsal – Germersheim) ist Karlsdorf an das Netz der Deutschen Bahn angeschlossen. Über die Bundesstraße 35, die seit 2003 als Nordumgehung am Ort vorbeiführt, ist Karlsdorf-Neuthard mit der Bundesautobahn 5 verbunden. Die Abfahrt Bruchsal/Karlsdorf bindet den Ortsteil Karlsdorf direkt an die Autobahn an.

### Unternehmen
In Karlsdorf-Neuthard sind eine Vielzahl örtliche Unternehmen ansässig. Über 100 Firmen sind im Gewerbeverein Karlsdorf-Neuthard e. V. organisiert.
Darüber hinaus haben in den Gewerbe- und Industriegebieten verschiedene national und international tätige Unternehmen ihre Standorte.
Die Industrie- und Gewerbegebiete in den Ortsteilen Karlsdorf (K) und Neuthard (N) sind:
- K1 Im Ochsenstall
- K2 An der Güterhalle
- K3 Im Brühl
- N1 Tiergarten
- N2 Bruchbühl

### Bildung
Mit der Schönbornschule in Karlsdorf und der Sebastianschule in Neuthard verfügt die Gemeinde über zwei Grund- und Hauptschulen. Außerdem gibt es vier römisch-katholische Kindergärten.

## Kultur und Sehenswürdigkeiten

### Regelmäßige Veranstaltungen
In beiden Ortsteilen finden jährlich große Straßenfeste statt. Im Ortsteil Karlsdorf das Alte-Rathaus-Straßenfest auf der Amalienstraße, in Neuthard das Dorffest auf der Bruchbühlanlage. Daneben organisieren die örtlichen Vereine eine Vielzahl von eigenen Festen und Veranstaltungen.

### Sport
- Der TSV Karlsdorf ist vor allem für seine Erfolge der Faustball- und Tischtennisabteilung bekannt.
- Beim TV Neuthard ist insbesondere die Handballsportabteilung erfolgreich. Die erste Männer-Mannschaft spielt seit 2005 in der Badenliga mittlerweile allerdings in der Landesliga
- Der FC Germania Karlsdorf ist ein reiner Fußballverein (Männer- und Jugendmannschaften)
- Die LG Altenbürg Karlsdorf-Neuthard ist die zum 1. Januar 2004 neu gegründete Leichtathletikgemeinschaft der beiden Ortsvereine.
- FV Neuthard (Fußballverein in Neuthard) Die 1. Mannschaft der Herren spielt in der Kreisliga-Bruchsal.
- Karlsdorf-Neuthard e. V. (1974 gegründet, mit einem großen Angebot für Kinder und Jugendliche)
- Judo-Sport-Club KN e. V. ist seit mehreren Jahrzehnten ein fester Bestandteil der Gemeinde und zeichnet sich durch ein vielseitiges Angebot für alle Altersgruppen sowie eine renommierte Jugendarbeit aus.

### Grünflächen und Naherholung

#### Parks
Im Süden des Ortsteils Karlsdorf im Gewann „Erlenwald“ befindet sich der Vogelpark des Vogelzucht- und Schutzverein Karlsdorf e. V. In dem 1966 begründeten Park sind verschieden heimisch sowie exotische Vogel- und Tierarten zu sehen. Im Herzen von Neuthard, unmittelbar neben der „Bruchbühlanlage“ befindet sich der Vogelpark des Vogelschutz- und Zuchtvereins e. V. Neuthard. Er umfasst neben Volieren für eine Vielzahl verschiedener Vogelarten, darunter eine Großvoliere für Greifvögel, einen Streichelzoo sowie eine Stelzvogelwiese.
In beiden Parks brüten außerdem regelmäßig Weißstorchenpaare. Der Eintritt ist frei.

## Personen

### Ehrenbürger
Karlsdorf (bis 1975)
- Otto Lenz (1876–1964), Pfarrer in Karlsdorf (1922–1947)
- Friedrich Grumann (1875–1966), Lehrer in Karlsdorf (1911–1928) und Dirigent des Musikvereins (1947–1959)

Neuthard (bis 1975)
- Edmund Schäfer (1914–1983), Bürgermeister in Neuthard (1948–1975)

Karlsdorf-Neuthard (ab 1975)
- Ludwig Schweiger (1924–1984), Pfarrer in Karlsdorf (1959–1984)
- Egon Klefenz (* 1941 in Rauenberg), Bürgermeister der Gemeinde (1983–2007)

### Weitere Persönlichkeiten
- Helmut Münch (1933–2017), Politiker (SPD) und ehemaliger Landtagsabgeordneter, wurde im heutigen Ortsteil Neuthard geboren.
- Edo Zanki (1952–2019), Musiker und Produzent, lebte und arbeitete im Ortsteil Karlsdorf.
- Dieter Schlindwein (* 1961), Fußballspieler
- Anke Huber (* 1974), Tennisspielerin, ist im Ortsteil Karlsdorf aufgewachsen.
- Mara Hörner (* 1980), Juristin, Autorin und Bloggerin, wurde hier geboren.